# Pallavolo ai IX Giochi asiatici - Torneo femminile
Il VI campionato di pallavolo femminile ai Giochi asiatici si è svolto dal 20 novembre al 3 dicembre 1982 a Nuova Delhi, in India, durante i IX Giochi asiatici. Al torneo hanno partecipato 6 squadre nazionali asiatiche e la vittoria finale è andata par la prima volta alla Cina.

## Squadre partecipanti
| - Cina - Corea del Nord - Corea del Sud - Filippine - Giappone - India |

## Classifica finale
| Classifica | Squadre        |
| ---------- | -------------- |
|            | Cina           |
|            | Giappone       |
|            | Corea del Sud  |
| 4          | Corea del Nord |
| 5          | Filippine      |
| 6          | India          |